# Трал риболовецький

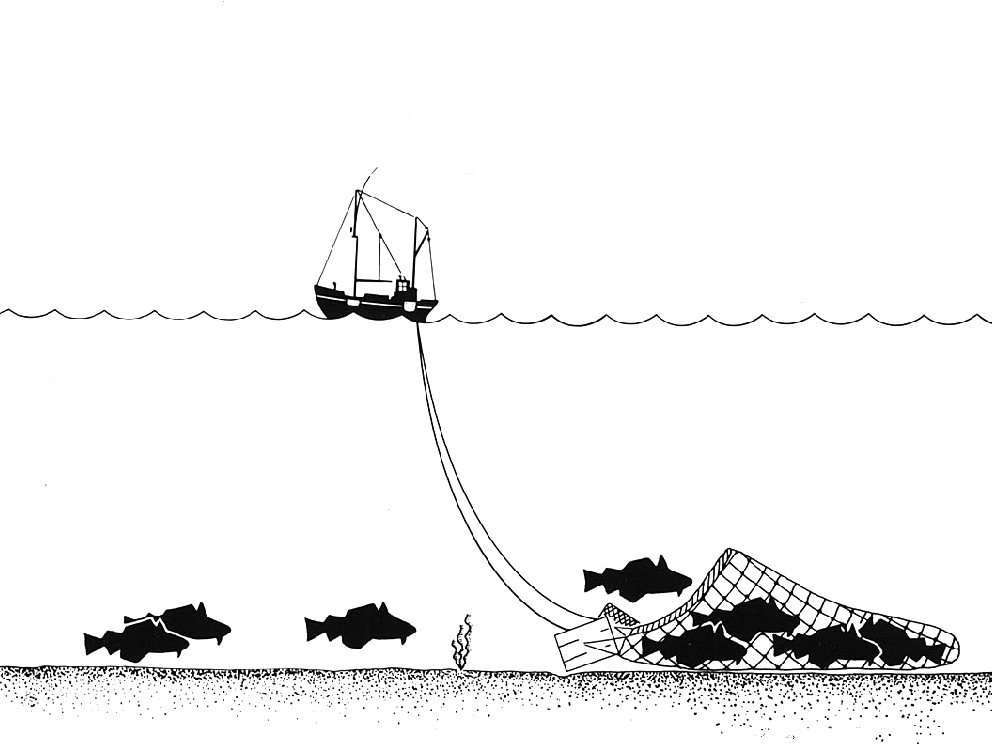
Ловля риби тралом

Трал — знаряддя для лову морської риби, яке є величезним мішком, зробленим із сітки.

## Етимологія
Слово походить від англ. trawl («трал, пристрій для тралення риби»), утвореного на основі лат. tragula («невід»); вважається також варіантом форми trail («хвіст, слід»).

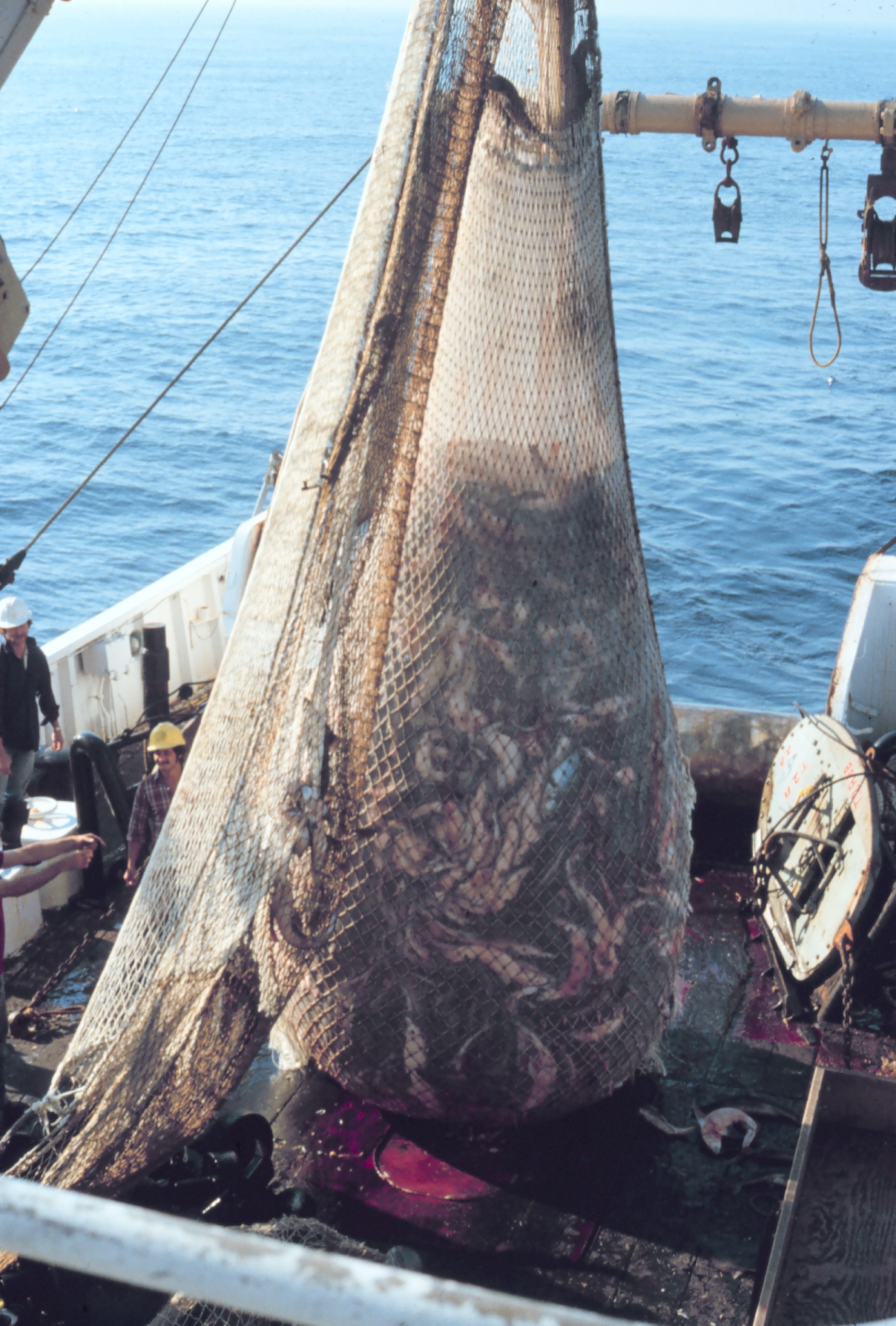
Наповнений рибою трал

## Ловля тралом
Вилов риби тралом здійснюється на спеціально обладнаних риболовецьких суднах — траулерах.
Трал спускають з риболовного судна — траулера — у воду на велику глибину і на канатах він тягнеться за судном майже по самому дні. Траловий мішок розкривається і в нього потрапляє риба. Наповнений трал піднімають на судно за допомогою машини.
Головний спосіб збереження риби — соління (посол), або пересипання льодом. Тепер застосовується охолодження або заморожування в морозильних камерах. Організація промислу може бути організована таким чином, що траулер лише добуває рибу, а транспортування і обробку виконують виробничі судна. В іншому випадку, промисел ведеться добуваючо-переробляючими траулерами, працюючими з транспортними рефрижераторами, які доставляють продукцію в порт.
Багато тріски виловлюють тралами у Баренцовому морі.